# Campionati mondiali di pugilato dilettanti femminile 2016
I Campionati mondiali di pugilato dilettanti femminile del 2016 si sono svolti, sotto la direzione dell'AIBA, ad Astana, Kazakistan, dal 19 al 27 maggio. Gli incontri si sono disputati presso la Barys Arena di Astana.

## Calendario
La tabella sottostante riporta il calendario delle competizioni:
| Maggio |    |    |    |    |    |    |    |    |
| 19     | 20 | 21 | 22 | 23 | 24 | 25 | 26 | 27 |
|        | 16 | 16 | 8  | 8  | QF |    | SF | F  |

|  | Preliminari, sedicesimi, ottavi, quarti, semifinali |  | Finali |

Il 25 maggio è stato osservato un giorno di riposo.

## Risultati
| Categoria                  | Oro                       | Argento                    | Bronzo                                           |
| Pesi Mosca Leggeri (48 kg) | Nazym Kazibay (KAZ)       | Wang Yuyan (CHN)           | Marlen Esparza (USA) U Yong-gum (PRK)            |
| Pesi Mosca (51 kg)         | Nicola Adams (GBR)        | Peamwilai Laopeam (THA)    | Zhaina Shekerbekova (KAZ) Sarah Ourahmoune (FRA) |
| Pesi Gallo (54 kg)         | Dina Zholaman (KAZ)       | Stoyka Petrova (BUL)       | Christina Cruz (USA) Liu Piaopiao (CHN)          |
| Pesi Piuma (57 kg)         | Alessia Mesiano (ITA)     | Sonia Lather (IND)         | Denitsa Eliseeva (BUL) Aizhan Khojabekova (KAZ)  |
| Pesi Leggeri (60 kg)       | Estelle Mossely (FRA)     | Anastasiia Beliakova (RUS) | Katie Taylor (IRL) Mira Potkonen (FIN)           |
| Pesi Superleggeri (64 kg)  | Yang Wenlu (CHN)          | Kellie Harrington (IRL)    | Sara Kali (CAN) Skye Nicolson (AUS)              |
| Pesi Welter (69 kg)        | Valentina Khalzova (KAZ)  | Gu Hong (CHN)              | Elina Gustafsson (FIN) Nadine Apetz (GER)        |
| Pesi Medi (75 kg)          | Claressa Shields (USA)    | Nouchka Fontijn (NED)      | Chen Nien-chin (TPE) Savannah Marshall (GBR)     |
| Pesi Mediomassimi (81 kg)  | Yang Xiaoli (CHN)         | Kaye Scott (AUS)           | Franchon Crews (USA) Elif Güneri (TUR)           |
| Pesi Massimi (+81 kg)      | Lazzat Kungeibayeva (KAZ) | Shadasia Green (USA)       | Şennur Demir (TUR) Wang Shijin (CHN)             |

## Medagliere
| Posizione | Paese          | Oro | Argento | Bronzo | Totale |
| --------- | -------------- | --- | ------- | ------ | ------ |
| 1         | Kazakistan     | 4   | 0       | 2      | 6      |
| 2         | Cina           | 2   | 2       | 2      | 6      |
| 3         | Stati Uniti    | 1   | 1       | 3      | 5      |
| 4         | Francia        | 1   | 0       | 1      | 2      |
| 4         | Regno Unito    | 1   | 0       | 1      | 2      |
| 6         | Italia         | 1   | 0       | 0      | 1      |
| 7         | Australia      | 0   | 1       | 1      | 2      |
| 7         | Bulgaria       | 0   | 1       | 1      | 2      |
| 7         | Irlanda        | 0   | 1       | 1      | 2      |
| 10        | India          | 0   | 1       | 0      | 1      |
| 10        | Paesi Bassi    | 0   | 1       | 0      | 1      |
| 10        | Russia         | 0   | 1       | 0      | 1      |
| 10        | Thailandia     | 0   | 1       | 0      | 1      |
| 14        | Finlandia      | 0   | 0       | 2      | 2      |
| 14        | Turchia        | 0   | 0       | 2      | 2      |
| 16        | Canada         | 0   | 0       | 1      | 1      |
| 16        | Taipei cinese  | 0   | 0       | 1      | 1      |
| 16        | Germania       | 0   | 0       | 1      | 1      |
| 16        | Corea del Nord | 0   | 0       | 1      | 1      |
| Totale    | Totale         | 10  | 10      | 20     | 40     |

  Nazione ospitante 